# Cristian Chivu
Cristian Eugen Chivu (n. 26 octombrie 1980, Reșița, Caraș-Severin, România) este un fotbalist român retras din activitate, care a jucat pe post de fundaș central sau libero la echipe ca Inter Milano, Ajax și Roma. Pe plan internațional, are prezențe la națională pentru România Sub-19, România Sub-21 și România. După încheierea carierei, a devenit antrenor, și antrenează în prezent pe FC Internazionale Milano.
Ca fundaș, și-a început cariera la clubul din orașul natal CSM Reșița înainte de a se muta la FC Universitatea Craiova în 1998, ulterior părăsind România un an mai târziu pentru a se alătura clubului neerlandez, Ajax. Performanțele sale în calitate de căpitan al lui Ajax au inspirat un transfer de 18 milioane de euro la AS Roma în 2003. Chivu a câștigat Coppa Italia în ultimele sale patru sezoane la Roma înainte de un transfer la Internazionale, unde și-a petrecut restul carierei înainte de a se retrage în 2014. După ce și-a revenit dintr-o fractură de craniu, Chivu a purtat o cască de protecție distinctivă, similară cu cea a lui Petr Čech, începând cu 2010. Trofeele obținute cu Inter includ trei Campionate ale Italiei, două cupe interne, două supercupe și câștigarea Ligii Campionilor în 2010, fiind unul dintre cei doi români, alături de Florin Răducioiu, care reușesc să câștige trofeul în actualul format al competiției.
Chivu a acumulat 75 de apariții internaționale pentru România între 1999 și 2010, fiind și căpitanul acesteia în 50 de partide. El a făcut parte și din loturile pentru Campionatele Europene din 2000 și 2008. După ce s-a retras, a devenit expert în fotbal pentru posturile de televiziune italiene Sky Sport și Fox Sports. El este, de asemenea, un observator tehnic pentru UEFA.

## Cariera

### CSM Reșița
Chivu și-a început cariera profesionistă de fotbalist la echipa CSM Reșița și a fost antrenat pentru o perioadă chiar de tatăl său, Mircea Chivu, decedat când Cristian avea numai 17 ani. A debutat pentru CSM Reșița în Divizia A pe 30 august 1997 într-un meci câștigat împotriva echipei Universitatea Cluj.

### Universitatea Craiova
În vara anului 1998 s-a transferat la Universitatea Craiova, unde a ajuns la doar două luni de la moartea tatălui său, fiind convins de fostul mare fotbalist Ilie Balaci, care fusese coleg și prieten cu Mircea Chivu. Înainte de intervenția lui Ilie Balaci, juniorul Chivu a fost foarte aproape de a semna cu Steaua București, în cele din urmă, chiar dacă a petrecut numai un sezon în tricoul alb-albastru, transferul în Oltenia a fost o alegere inspirată pentru viitorul său fotbalistic.

### Ajax Amsterdam
Vara anului 1999 a oferit atât iubitorilor de fotbal cât și tânărului fundaș o surpriză de proporții, transferul în străinătate, la celebra echipă Ajax Amsterdam. Începutul a fost mai greu pentru Cristi, el încasând mai multe cartonașe roșii în primele partide oficiale disputate pentru olandezi, dar el a dovedit că este un fotbalist valoros și după numai două sezoane, la doar 20 ani a fost desemnat căpitanul echipei. De asemenea la Ajax Amsterdam a câștigat și primele trofee importante din cariera sa, atât alături de echipa sa, cât și în plan individual.Universitatea Craiova a rămas în sufletul fotbalistului.

### AS Roma
Urmărit de marile cluburi europene, căpitanul din acea vreme a lui Ajax Amsterdam se transferă la AS Roma în vara anului 2003, pentru suma de 18 milioane de euro, unde și-a confirmat renumele internațional de fundaș valoros. A impresionat încă de la debut, reușind să și marcheze un gol la prima partidă disputată în Serie A pe 14 septembrie 2003, într-un meci câștigat cu 5-0 împotriva echipei Brescia Calcio. La AS Roma petrece 4 ani, unde reușește să câștige un singur trofeu, iar în urma unor probleme financiare întâmpinate de clubul roman, Chivu înțelege că a venit momentul despărțirii, urmând a-și da șansa de a evolua la o echipă mult mai puternică, cât să-și ajute clubul aflat într-o situație delicată din punct de vedere financiar,la acestă echipă în 2007 are un ghinion este lovit la nas și suferă de piramidă nazală, urmând să îi refacă nasul.

### Internazionale Milano
Dorit de cluburi precum Chelsea FC, FC Barcelona, Internazionale Milano și aflat în tratative avansate cu Real Madrid, fundașul român decide, în cele din urmă, să rămână în Serie A, dar nu și la AS Roma și se transferă în vara anului 2007 la Internazionale Milano, unde a reușit să se impună și datorită polivalenței sale, el reușind să acopere cu succes posturile de fundaș stânga, fundaș central, mijlocaș la închidere și mai rar postul de mijlocaș stânga. Încă din primul sezon în tricoul Interului, a reușit ceea ce își dorea de când era la AS Roma, câștigarea campionatului italian. În 2010, Chivu, alături de Inter Milano, a reușit o triplă istorică, obținând titlul de campion și Cupa Italiei, precum și trofeul Ligii Campionilor. Astfel, Chivu a devenit doar al doilea jucător român care triumfă în această competiție după Florin Răducioiu în 1994, cu cealaltă echipă a orașului lombard, AC Milan.
În 2012 a semnat un nou contract cu Inter Milano, cu opțiune de prelungire pentru încă unul (dacă în sezonul 2013-2014 va juca cel puțin 25 de meciuri), pentru care va primi anual 2,5 milioane de euro, față de 5,5 milioane de euro cât a avut anual în perioada 2007-2012.

## Accidentarea la cap
Pe 6 ianuarie 2010, în timpul unui meci pentru Internazionale Milano împotriva lui AC ChievoVerona din Serie A, în minutul 46 s-a ciocnit puternic cap în cap cu Sergio Pellissier, atacantul lui Chievo. A fost dus cu targa direct la ambulanță și transportat de urgență la spital, pentru a face o tomografie. A fost supus unei intervenții chirurgicale reușite care a durat 2 ore. După 40 de zile a revenit pe gazon doar la antrenamente, pentru ca după încă 37 de zile să joace ca titular în meciul contra echipei AS Livorno 77 de minute. A rămas cu o cicatrice de la operație, iar de atunci trebuie să poarte o cască de protecție asemănătoare cu a lui Petr Cech la fiecare meci.

## Echipa națională
A debutat pentru România pe 18 august 1999, într-un meci amical disputat împotriva selecționatei similare a Ciprului, meci terminat la egalitate, scor 2-2. A fost convocat surprinzător de Emeric Ienei pentru Euro 2000, unde a evoluat excelent și a reușit să marcheze și un gol împotriva echipei Angliei. România a depășit faza grupelor la Euro 2000, dar a fost învinșă în sferturile de finală de către Italia. Cristian Chivu a mai participat și la Euro 2008, dar nu a mai reușit să depășească faza grupelor la această ediție. A fost considerat liderul generației, de obicei a purtat tricoul cu numărul 5 și a fost căpitanul echipei naționale de fotbal a României. S-a retras oficial de la echipa națională pe 21 mai 2011, printr-o scrisoare trimisă Federației Române de Fotbal.
În martie 2008 a primit Medalia Meritul Sportiv clasa a III-a, pentru rezultatele obținute în preliminariile Campionatului European și pentru calificarea la turneul final din 2008.

## Cariera de antrenor
În 2018, a revenit la Inter Milano unde a fost numit antrenor al unei grupe de copii sub-14 ani din academia clubului. Ulterior a trecut la grupe de copii sub 17 și sub 18 ani.
În august 2019, Chivu a început cursurile de antrenor la Centro Tecnico Federale di Coverciano din Italia, pentru a obține licența UEFA Pro.
În iulie 2021, a fost numit antrenor la Inter Milan Primavera cu care a devenit campion al Italiei în 2022. În 2024, după eliminarea în semifinalele campionatului de tineret, Chivu a demisionat din funcție.
În februarie 2025, Chivu a fost numit antrenor principal al echipei Parma Calcio 1913.

## Personal
- Vorbește foarte bine limba olandeză, limba engleză, limba italiană și bineînțeles limba română.
- Este căsătorit cu Adelina Elisei, o fostă prezentatoare a știrilor sportive.
- Începând din 12 februarie 2009, este tatăl unei fetițe, pe nume Natalia.
- A devenit din nou tată, tot de fetiță, Anastasia venind pe lume pe 4 noiembrie 2010.

## Statistici

### Goluri la echipa națională
| #  | Data               | Locație           | Adversar | Scor | Rezultat |
| -- | ------------------ | ----------------- | -------- | ---- | -------- |
| 1. | 20 iunie, 2000     | Charleroi, Belgia | Anglia   | 2–3  | Victorie |
| 2. | 7 septembrie, 2002 | Sarajevo, Bosnia  | Bosnia   | 0–3  | Victorie |
| 3. | 31 martie, 2004    | Glasgow, Scoția   | Scoția   | 1–2  | Victorie |

## Titluri
- Câștigător al premiului Marco van Basten în sezonul 1999-2000.
- Câștigător al premiului Dutch Golden Shoe în sezonul 2001-2002.
- Component al Echipei Anului 2002 alcătuită de UEFA.
- Câștigător al premiului Fotbalistul român al anului în 2000, 2002, 2009 și 2010.
- Câștigător al UEFA Champions League în sezonul 2009/2010.

| Sezon     | Club           | Titlu             |
| --------- | -------------- | ----------------- |
| 2001-2002 | Ajax Amsterdam | Eredivisie        |
| 2001-2002 | Ajax Amsterdam | Cupa Olandei      |
| 2002      | Ajax Amsterdam | Supercupa Olandei |
| 2006-2007 | AS Roma        | Cupa Italiei      |
| 2007-2008 | Inter Milano   | Serie A           |
| 2008-2009 | Inter Milano   | Serie A           |
| 2009-2010 | Inter Milano   | Cupa Italiei      |
| 2009-2010 | Inter Milano   | Serie A           |
| 2009-2010 | Inter Milano   | Liga Campionilor  |